# Mirga Gražinytė-Tyla
Mirga Gražinytė-Tyla (nacida el 29 de agosto de 1986) es una directora de orquesta lituana. Es directora musical de la Ciudad de Birmingham Symphony Orchestra desde septiembre de 2016.

## Biografía

### Primeros años y educación
Gražinytė-Tyla nació en Vilna. Su padre, Romualdas Gražinis, es director de coro, y su madre Sigutė Gražinienė es pianista y cantante. Su abuela Beata Vasiliauskaitė-Šmidtienė fue violinista. Su tío abuelo fue organista, y su tía abuela fue compositora. La mayor de sus tres hermanos, su hermana Onutė Gražinytė es pianista, y tiene un hermano menor, Adomas Gražinis.
De niña, Gražinytė-Tyla recibió su educación inicial en francés y en pintura, y estudió en la Escuela Nacional de Arte M. K. Čiurlionis en Vilna. A la edad de 11 años, decidió que quería estudiar música, y el único programa musical al que tenía opción era la dirección de coral. Posteriormente, recibió formación musical sin tocar nunca un instrumento musical. Dirigió por primera vez un coro a la edad de 13 años. Después siguió estudios de música en la Universidad de Música y Artes Escénicas de Graz, Austria, donde entre sus instructores estaba incluido Johannes Prinz, y terminó sus estudios en el año 2007. Después estudió dirección de orquesta en el Conservatorio de Música Felix Mendelssohn-Bartholdy de Leipzig con Ulrich Windfuhr y en el Conservatorio de Música en Zúrich (donde tuvo entre sus mentores a Johannes Schlaefli).

### Carrera

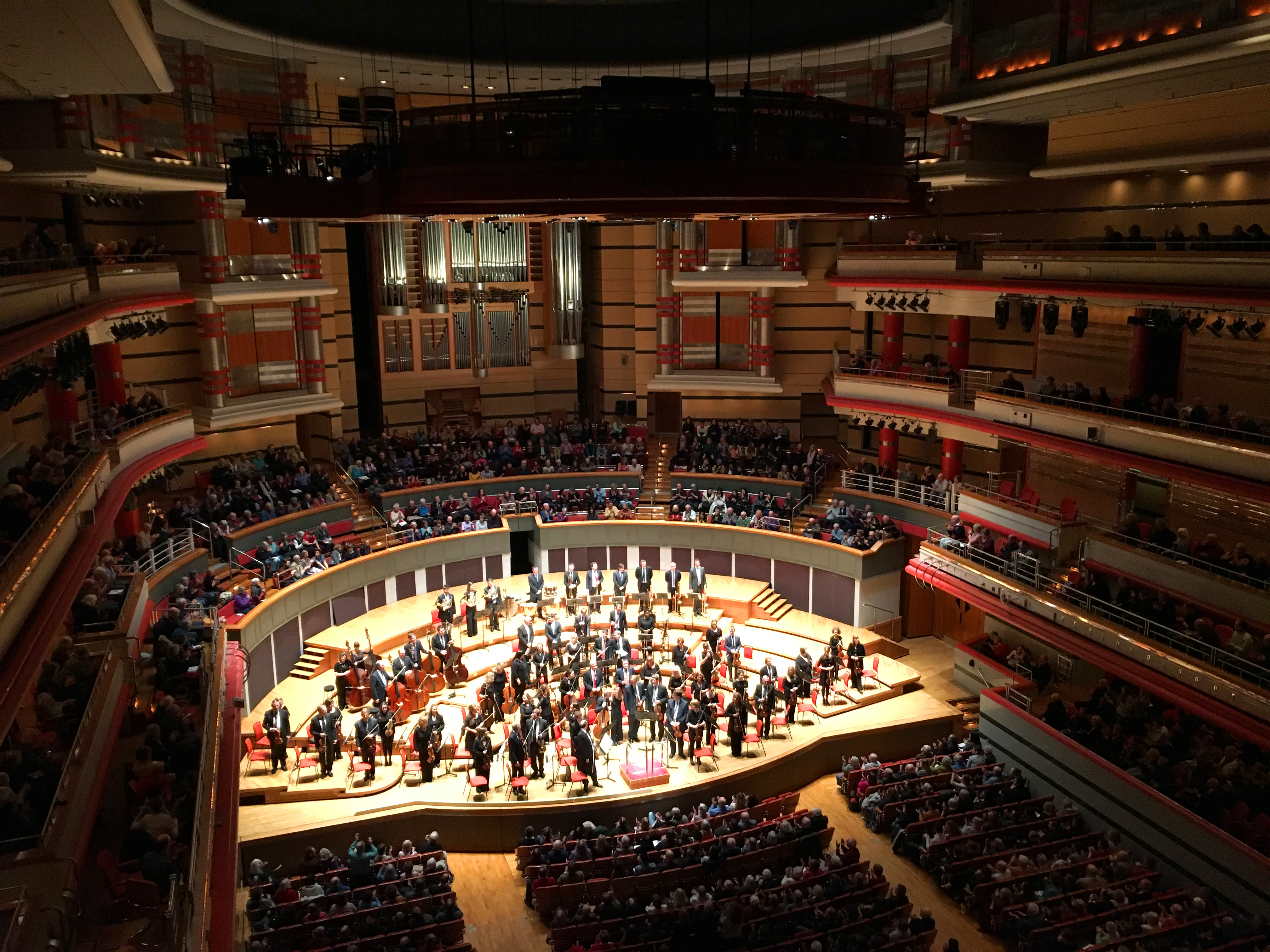
Gražinytė-Tyla y la CSBO después de una actuación en el Symphony Hall de Birmingham, en enero de 2017

Gražinytė-Tyla se convirtió en el segundo director (2. Kapellmeisterin) en el Teatro de Heidelberg en la temporada 2011-2012. Desde entonces ella mantiene una residencia en Heidelberg. En 2012, ganó el premio Nestlé en el Concurso de Salzburgo para Jóvenes Directores de Orquesta. En la temporada 2013-2014, se convirtió en la directora principal (1. Kapellmeisterin) en la Ópera de Berna. Gražinytė-Tyla se convirtió en directora musical del Teatro Nacional de Salzburgo en la temporada 2015-2016, con un contrato inicial de 2 temporadas. Concluyó la dirección del Teatro Nacional de Salzburgo después de la temporada 2016-2017.
En los Estados Unidos, Gražinytė-Tyla fue asistente de Gustavo Dudamel en la Filarmónica de Los Ángeles durante la temporada 2012-2013. En julio de 2014, fue nombrada como directora ayudante de la orquesta con un contrato de 2 años. En agosto de 2015, la orquesta la nombró su nueva directora asociada a partir de 2017.
En julio de 2015, Gražinytė-Tyla fue nombrada primera directora invitada en la Ciudad de Birmingham Symphony Orchestra (CBSO). Posteriormente, fue contratada para un concierto con la CBSO en enero de 2016. En febrero de 2016, la CBSO la nombró como su próxima directora musical, a partir de septiembre de 2016, con un contrato inicial de 3 años. Realizó su primer concierto como directora musical el 26 de agosto de 2016 en Birmingham, e hizo su primera aparición en los Proms de la tarde del día siguiente, el 27 de agosto de 2016. Gražinytė-Tyla es la primera mujer en ser nombrada director musical de la CBSO.

## Estilo musical
Los críticos musicales destacan su enorme energía rítmica y la visión imaginativa que aporta a todo lo que toca, muy en consonancia con el estilo de dirección de su mentor Gustavo Dudamel. Cuando dirigió la Primera Sinfonía de Mahler el año 2015 con la Filarmónica de Los Ángeles, un crítico comentó: "Hizo la pieza tan viva, que parecía una especie de brujería musical".
Esta brujería emana de una mujer pálida, diminuta y bonita que es el polo opuesto de cómo imaginamos a un maestro dominante del podio. Ella comenta al respecto:
"Cuando estoy frente a una orquesta, desaparece la cuestión de ser mujer - somos sólo seres humanos". "Dirigir no es una batalla para imponerme, es compartir música con aquellos que la quieren tanto como yo ".
Su ascenso le ha costado un enorme esfuerzo y determinación lo que la ha llevado a mantener un enfoque humano e inteligente. Dice al respecto: "Hay muchos desafíos psicológicos cuando una se enfrenta a una gran orquesta, que son muy diferentes de los desafíos a los que se enfrenta cada músico"... "Si ves a alguien que no está feliz, o bajo presión,...tienes que ayudar a esa persona, llamándolo aparte del grupo. Al final, es la música la que nos salva, porque es la música a la que estamos todos allí para servir ".